# Rempang
Rempang est une île d'Indonésie située à 2,5 km au sud-est de Batam, d'une superficie de 165,83 km2 appartenant à un groupe de trois îles appelées Barelang (abréviation de Batam-Rempang-Galang). Partie de l'archipel de Riau en Indonésie, Galang se trouve juste au sud des îles de Batam et au nord de Galang, elles-mêmes situées juste au sud de Singapour et Johor. La ville la plus proche de Rempang est Tanjung Pinang sur l'île de Bintan, à environ trente minutes par bateau de Batam.
L'île est reliée à Galang et Batam par le pont Barelang (en).
En septembre 2023, un projet de développement d'un complexe industriel et touristique qui nécessite le relogement de locaux sur une île voisine a engendré des manifestations violentes.